# 假桂钓樟
假桂钓樟（学名：Lindera tonkinensis），为樟科山胡椒属下的一个植物种。种加名 tonkinensis 意为“东京的”。